# (400904) 2010 RG176
(400904) 2010 RG176 es un asteroide perteneciente al cinturón de asteroides, descubierto el 10 de septiembre de 2010 por el equipo del Spacewatch desde el Observatorio Nacional de Kitt Peak, Arizona, Estados Unidos.

## Designación y nombre
Designado provisionalmente como 2010 RG176.

## Características orbitales
2010 RG176 está situado a una distancia media del Sol de 2,797 ua, pudiendo alejarse hasta 3,000 ua y acercarse hasta 2,595 ua. Su excentricidad es 0,072 y la inclinación orbital 5,459 grados. Emplea 1709,41 días en completar una órbita alrededor del Sol.

## Características físicas
La magnitud absoluta de 2010 RG176 es 17,4.